# Gorni (Orenburg)
|  | Per a altres significats, vegeu «Gorni». |

Gorni (en rus: Горный) és un poble (un possiólok) de l'óblast d'Orenburg, a Rússia, segons el cens del 2010 tenia 246 habitants, pertany al municipi de Kuvai.